# Canalicephalus semiglaber
Canalicephalus semiglaber är en stekelart som beskrevs av Van Achterberg 2002. Canalicephalus semiglaber ingår i släktet Canalicephalus och familjen bracksteklar. Inga underarter finns listade.